# Катено Камблон
Катено Камблон (фр. Castetnau-Camblong) насеље је и општина у југозападној Француској у региону Аквитанија, у департману Атлантски Пиринеји која припада префектури Олорон Сен Мари.
По подацима из 2011. године у општини је живело 442 становника, а густина насељености је износила 38,87 становника/km². Општина се простире на површини од 11,37 km². Налази се на средњој надморској висини од 136 метара (максималној 207 m, а минималној 98 m).

## Демографија
| 1962. | 1968. | 1975. | 1982. | 1990. | 1999. | 2011. |
| ----- | ----- | ----- | ----- | ----- | ----- | ----- |
| 371   | 372   | 386   | 361   | 393   | 367   | 442   |

График промене броја становника у току последњих година